# The 4th Coming

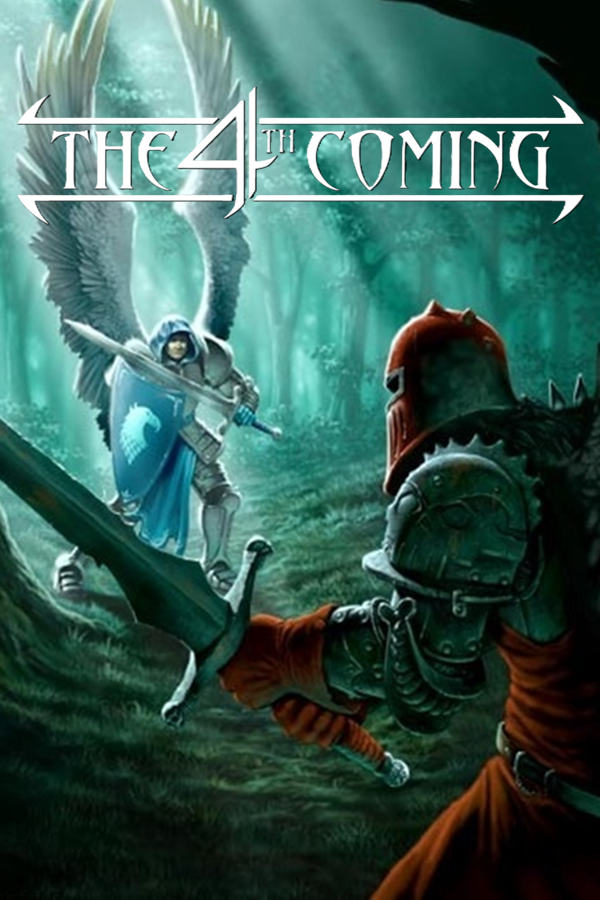

The 4th Coming (sigla T4C), também conhecido em Francês como La Quatrième Prophétie, é um MMORPG, originalmente produzido pela Vircom Interactive para Windows.